# 約西皮夫卡 (拉傑霍夫區)
50°18′15″N 24°35′58″E / 50.30417°N 24.59944°E

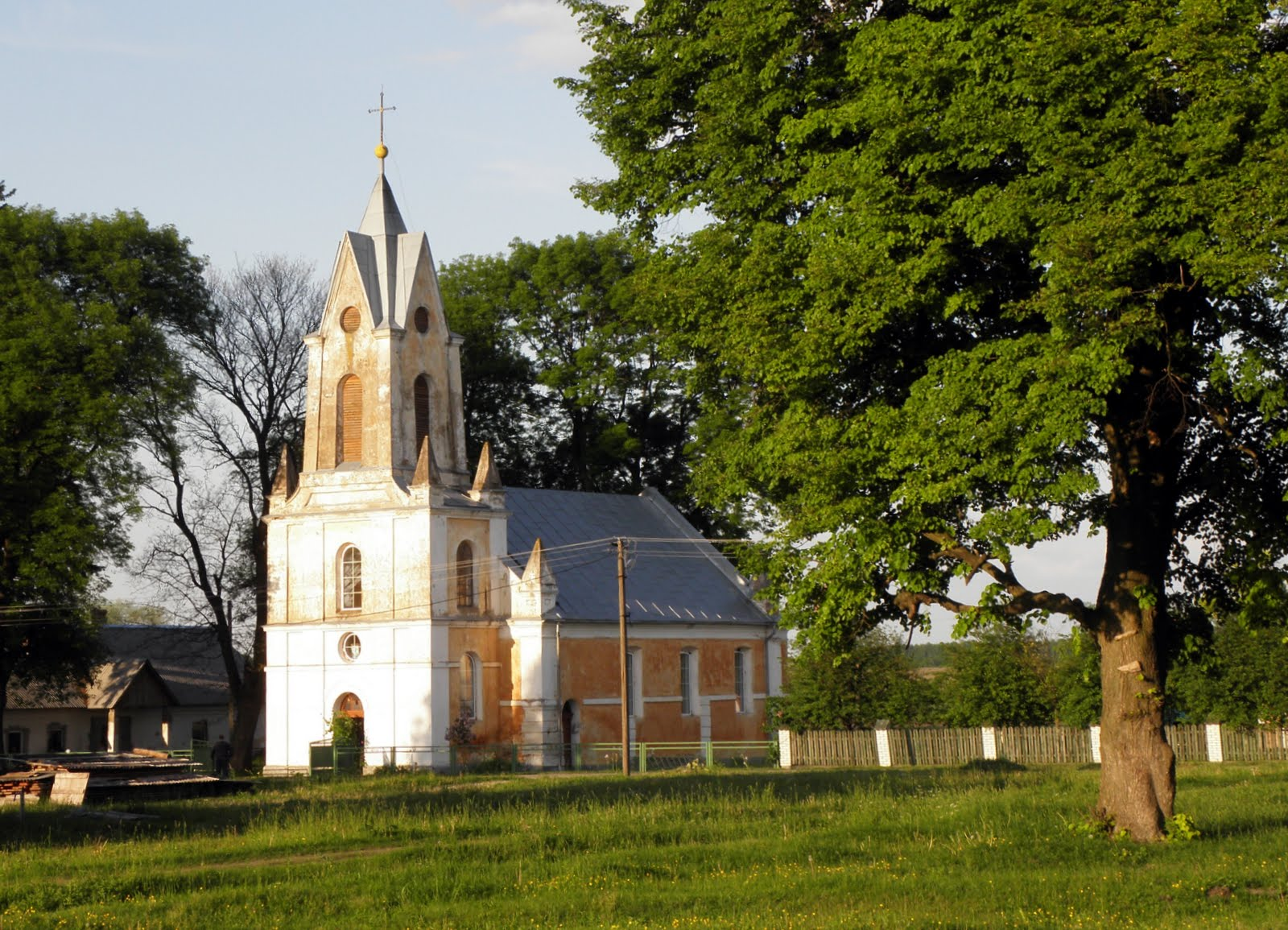

約西皮夫卡（烏克蘭語：Йосипівка），是烏克蘭西部的村莊，隸屬利維夫州的舍普季茨基區。該村面積0.51平方公里，海拔高度225米，2001年人口242，人口密度每平方公里474.51人。